# Muharem Huskovic
Muharem Huskovic (kroatisch Muharem Husković; * 5. März 2003) ist ein österreichischer Fußballspieler.

## Karriere

### Verein
Huskovic begann seine Karriere beim Kremser SC. Zur Saison 2016/17 wechselte er in die Jugend des FK Austria Wien, bei dem er später auch in der Akademie sämtliche Altersstufen durchlaufen sollte.
Im Juni 2020 debütierte er für die zweite Mannschaft der Austria in der 2. Liga, als er am 22. Spieltag der Saison 2019/20 gegen den FC Liefering in der Nachspielzeit für Niels Hahn eingewechselt wurde.
Im Jänner 2021 gab er gegen den FC Admira Wacker Mödling sein Debüt für die erste Mannschaft der Austria in der Bundesliga. In den folgenden vier Jahren kam er zu 56 Bundesligaeinsätzen für die Austria, in denen er sieben Tore erzielte. Im Jänner 2025 wechselte Huskovic leihweise zu Ligakonkurrent TSV Hartberg. Für Hartberg kam er während der Leihe zu zwölf Bundesligaeinsätzen, in denen er dreimal traf.
Zur Saison 2025/26 wurde Huskovic innerhalb der Liga an den FC Blau-Weiß Linz weiterverliehen.

### Nationalmannschaft
Huskovic spielte im September 2018 erstmals für eine österreichische Jugendnationalauswahl. Im September 2019 debütierte er gegen Rumänien für die U-17-Mannschaft. Im Juni 2021 debütierte er gegen Italien für die U-18-Auswahl. Im September 2021 gab er gegen die Türkei sein Debüt im U-19-Team.
Im November 2021 spielte er gegen Aserbaidschan erstmals in der U-21-Mannschaft.

## Persönliches
Im Oktober 2022 zog sich Huskovic bei einem Verkehrsunfall als Beifahrer seiner Freundin schwere Verletzungen zu.
Sein Bruder Edin (* 2006) ist ebenfalls Fußballspieler.